# 3. ŽNL Vukovarsko-srijemska NS Vukovar 2011./12.
Od ove sezone u županijska natjecanja se uključila i HNK Mitnica Vukovar. Pošto su u prethodnoj sezoni dva kluba izborila promociju, i ove sezone 3. ŽNL Vukovarsko-srijemska NS Vukovar broji 8 klubova i prvenstvo se igralo trokružno. U viši rang, odnosno 2. ŽNL se plasiralo NK Mohovo

## Tablica
| Mj. | Klub                | Sus. | Pob | Rem | Por | GR    | Bod     |
| --- | ------------------- | ---- | --- | --- | --- | ----- | ------- |
| 1.  | NK Mohovo           | 21   | 15  | 2   | 4   | 65:29 | 47      |
| 2.  | NK Opatovac         | 21   | 11  | 3   | 7   | 52:49 | 36      |
| 3.  | NK Petrovci         | 21   | 11  | 2   | 8   | 42:30 | 35      |
| 4.  | HNK Borovo Vukovar  | 21   | 10  | 3   | 8   | 48:37 | 33      |
| 5.  | HNK Lipovača        | 21   | 8   | 7   | 6   | 41:39 | 31      |
| 6.  | HNK Mitnica Vukovar | 21   | 7   | 2   | 12  | 29:41 | 23      |
| 7.  | NK Tompojevci       | 21   | 7   | 1   | 13  | 34:51 | 21 (-1) |
| 8.  | NK Hajduk Vera      | 21   | 5   | 0   | 16  | 29:64 | 15      |

## Rezultati
| NK Mohovo – HNK Borovo Vukovar 4:2 NK Tompojevci – NK Petrovci 1:0 NK Hajduk Vera – NK Opatovac 1:3 HNK Mitnica Vukovar – NK Lipovača 0:2 | HNK Borovo Vukovar – HNK Mitnica Vukovar 3:0 NK Lipovača – NK Tompojevci 3:1 NK Hajduk Vera – NK Mohovo 1:0 NK Opatovac – NK Petrovci 1:2 | NK Tompojevci – HNK Borovo Vukovar 2:4 NK Mohovo – NK Opatovac 4:1 NK Petrovci – NK Lipovača 4:1 HNK Mitnica Vukovar – NK Hajduk Vera 3:1 |
| HNK Borovo Vukovar – NK Petrovci 2:1 NK Opatovac – NK Lipovača 2:2 NK Hajduk Vera – NK Tompojevci 6:1 NK Mohovo – HNK Mitnica Vukovar 3:0 | NK Lipovača – HNK Borovo Vukovar 2:2 NK Tompojevci – NK Mohovo 2:6 HNK Mitnica Vukovar – NK Opatovac 1:2 NK Petrovci – NK Hajduk Vera 1:0 | NK Opatovac – HNK Borovo Vukovar 4:1 NK Hajduk Vera – NK Lipovača 1:2 HNK Mitnica Vukovar – NK Tompojevci 1:1 NK Mohovo – NK Petrovci 4:1 |
| HNK Borovo Vukovar – NK Hajduk Vera 1:2 NK Petrovci – HNK Mitnica Vukovar 0:1 NK Lipovača – NK Mohovo 3:3 NK Tompojevci – NK Opatovac 2:3 | HNK Borovo Vukovar – NK Mohovo 2:2 NK Opatovac – NK Hajduk Vera 5:2 NK Petrovci – NK Tompojevci 2:1 NK Lipovača – HNK Mitnica Vukovar 3:1 | HNK Mitnica Vukovar – HNK Borovo Vukovar 1:2 NK Petrovci – NK Opatovac 5:0 NK Tompojevci – NK Lipovača 0:3 NK Mohovo – NK Hajduk Vera 3:1 |
| HNK Borovo Vukovar – NK Tompojevci 0:2 NK Hajduk Vera – HNK Mitnica Vukovar 1:3 NK Opatovac – NK Mohovo 3:5 NK Lipovača – NK Petrovci 0:2 | HNK Borovo Vukovar – NK Petrovci 1:0 NK Lipovača – NK Opatovac 3:3 HNK Mitnica Vukovar – NK Mohovo 0:4 NK Tompojevci – NK Hajduk Vera 6:1 | HNK Borovo Vukovar – NK Lipovača 2:0 NK Hajduk Vera – NK Petrovci 2:7 NK Opatovac – HNK Mitnica Vukovar 1:2 NK Mohovo – NK Tompojevci 4:2 |
| HNK Borovo Vukovar – NK Opatovac 5:1 NK Petrovci – NK Mohovo 1:0 NK Lipovača – NK Hajduk Vera 4:2 NK Tompojevci – HNK Mitnica Vukovar 3:2 | NK Hajduk Vera – HNK Borovo Vukovar 4:1 NK Opatovac – NK Tompojevci 3:0 HNK Mitnica Vukovar – NK Petrovci 0:0 NK Mohovo – NK Lipovača 3:1 | HNK Borovo Vukovar – NK Opatovac 4:1 NK Mohovo – NK Tompojevci 4:1 NK Petrovci – NK Hajduk Vera 7:1 NK Lipovača – HNK Mitnica Vukovar 2:0 |
| HNK Mitnica Vukovar – HNK Borovo Vukovar 2:1 NK Tompojevci – NK Opatovac 2:4 NK Hajduk Vera – NK Lipovača 1:0 NK Mohovo – NK Petrovci 6:0 | HNK Borovo Vukovar – NK Hajduk Vera 7:1 NK Tompojevci – NK Petrovci 3:0 NK Lipovača – NK Mohovo 1:4 NK Opatovac – HNK Mitnica Vukovar 4:3 | NK Mohovo – HNK Borovo Vukovar 0:4 HNK Mitnica Vukovar – NK Tompojevci 4:1 NK Hajduk Vera – NK Opatovac 1:3 NK Petrovci – NK Lipovača 2:2 |
| HNK Borovo Vukovar – NK Petrovci 1:4 NK Tompojevci – NK Lipovača 1:2 NK Opatovac – NK Mohovo 4:1 HNK Mitnica Vukovar – NK Hajduk Vera 3:0 | NK Lipovača – HNK Borovo Vukovar 3:3 NK Tompojevci – NK Hajduk Vera 3:0 NK Mohovo – HNK Mitnica Vukovar 5:1 NK Petrovci – NK Opatovac 1:2 | HNK Borovo Vukovar - NK Tompojevci 0:1 NK Opatovac - NK Lipovača 2:2 NK Petrovci - HNK Mitnica Vukovar 2:1 NK Hajduk Vera - NK Mohovo 0:1 |